# Antigua e Barbuda ai Giochi della XXVI Olimpiade
Antigua e Barbuda partecipò ai Giochi della XXVI Olimpiade, svoltisi ad Atlanta, Stati Uniti, dal 19 luglio al 4 agosto 1996, con una delegazione di 13 atleti impegnati in quattro discipline.

## Delegazione
| Sport            | Uomini | Donne | Totale |
| ---------------- | ------ | ----- | ------ |
| Atletica leggera | 4      | 4     | 8      |
| Canoa/kayak      | 2      | 1     | 3      |
| Ciclismo         | 1      | -     | 1      |
| Vela             | 1      | -     | 1      |
| Totale           | 8      | 5     | 13     |

## Risultati

### Atletica leggera
| Q | Qualificato al turno successivo per la posizione in qualificazione                                                           |
| q | Qualificato per il turno successivo per ripescaggio o, negli eventi su campo, conquistando la misura minima per qualificarsi |

Maschile
Eventi su pista e strada
| Atleta                                                     | Evento                         | Batteria  | Batteria  | Quarti di finale | Quarti di finale | Semifinale      | Semifinale      | Finale          | Finale          |
| Atleta                                                     | Evento                         | Risultato | Posizione | Risultato        | Posizione        | Risultato       | Posizione       | Risultato       | Posizione       |
| ---------------------------------------------------------- | ------------------------------ | --------- | --------- | ---------------- | ---------------- | --------------- | --------------- | --------------- | --------------- |
| N'Kosie Barns Michael Terry Mitchell Browne Howard Lindsay | Staffetta 4×400 metri maschile | 3'09"46   | 6ª        | non qualificati  | non qualificati  | non qualificati | non qualificati | non qualificati | non qualificati |

Femminile
Eventi su pista e strada
| Atleta                                                     | Evento                | Batteria  | Batteria  | Quarti di finale | Quarti di finale | Semifinale      | Semifinale      | Finale          | Finale          |
| Atleta                                                     | Evento                | Risultato | Posizione | Risultato        | Posizione        | Risultato       | Posizione       | Risultato       | Posizione       |
| ---------------------------------------------------------- | --------------------- | --------- | --------- | ---------------- | ---------------- | --------------- | --------------- | --------------- | --------------- |
| Heather Samuel                                             | 100 m femminili       | 11"44     | 5ª Q      | 11"60            | 7ª               | non qualificata | non qualificata | non qualificata | non qualificata |
| Heather Samuel                                             | 200 m femminili       | 23"34     | 4ª Q      | 23"54            | 8ª               | non qualificata | non qualificata | non qualificata | non qualificata |
| Dine Potter Sonia Williams Charmaine Thomas Heather Samuel | 4×100 metri femminile | DSQ       | DSQ       | non qualificate  | non qualificate  | non qualificate | non qualificate | non qualificate | non qualificate |
| Dine Potter Sonia Williams Charmaine Thomas Heather Samuel | 4×400 metri femminile | 3'44"98   | 6ª        | non qualificate  | non qualificate  | non qualificate | non qualificate | non qualificate | non qualificate |

### Canoa/kayak
Maschile
| Atleti                     | Evento    | Batteria  | Batteria  | Ripescaggio     | Ripescaggio     | Semifinale      | Semifinale      | Finale          | Finale    |
| Atleti                     | Evento    | Risultato | Posizione | Risultato       | Posizione       | Risultato       | Posizione       | Risultato       | Posizione |
| -------------------------- | --------- | --------- | --------- | --------------- | --------------- | --------------- | --------------- | --------------- | --------- |
| Pieter Lehrer Jacob Lehrer | C2 1000 m | 5'20"421  | 9ª        | non qualificati | non qualificati | non qualificati | non qualificati | non qualificati | 17        |

Femminile
| Atleta       | Evento   | Batteria  | Batteria  | Ripescaggio     | Ripescaggio     | Semifinale      | Semifinale      | Finale          | Finale    |
| Atleta       | Evento   | Risultato | Posizione | Risultato       | Posizione       | Risultato       | Posizione       | Risultato       | Posizione |
| ------------ | -------- | --------- | --------- | --------------- | --------------- | --------------- | --------------- | --------------- | --------- |
| Heidi Lehrer | K1 500 m | 3'00"672  | 8ª        | non qualificata | non qualificata | non qualificata | non qualificata | non qualificata | 23        |

### Ciclismo

#### Mountain Bike
Maschile
| Atleta         | Evento        | Posizione | Risultato |
| -------------- | ------------- | --------- | --------- |
| Rory Gonsalves | Cross Country | DNF       | DNF       |

### Vela
Maschile
| Atleta     | Evento | Regata | Regata | Regata | Regata | Regata | Regata | Regata | Regata | Regata | Regata | Regata | Punteggio | Classifica |
| Atleta     | Evento | 1      | 2      | 3      | 4      | 5      | 6      | 7      | 8      | 9      | 10     | 11     | Punteggio | Classifica |
| ---------- | ------ | ------ | ------ | ------ | ------ | ------ | ------ | ------ | ------ | ------ | ------ | ------ | --------- | ---------- |
| Karl James | Laser  | 45     | 35     | 39     | 35     | 39     | DNF    | 34     | 45     | 49     | 40     | 28     | 340       | 43º        |